# Errinopora undulata
Errinopora undulata is een hydroïdpoliepensoort uit de familie van de Stylasteridae. De wetenschappelijke naam van de soort is voor het eerst geldig gepubliceerd in 2011 door Lindner & Cairns.